# Proces brzeski
Proces brzeski – polityczny proces sądowy przywódców Centrolewu, przeprowadzony w dniach 26 października 1931 – 13 stycznia 1932 r. przed Sądem Okręgowym w Warszawie.

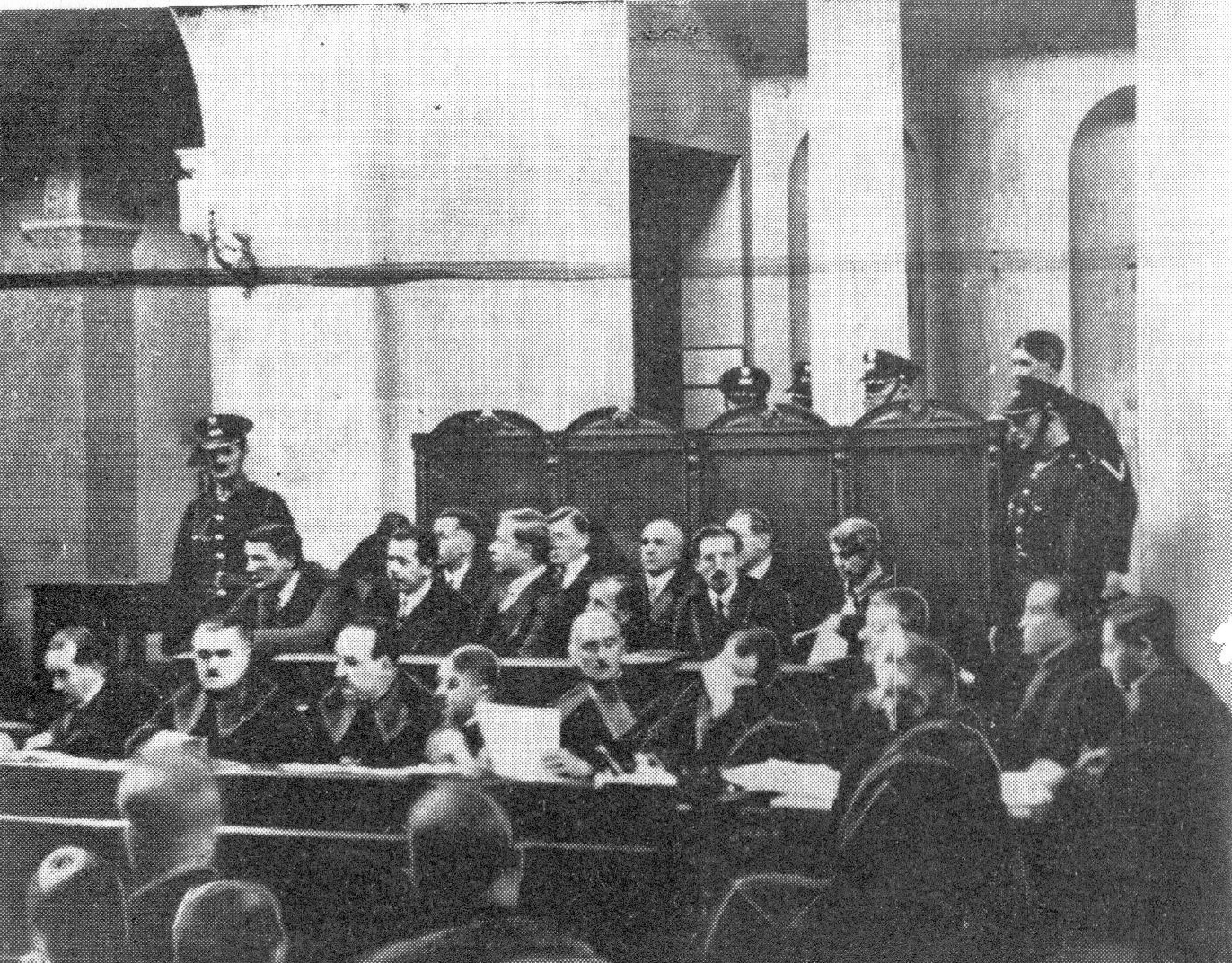
Ława oskarżonych podczas procesu brzeskiego

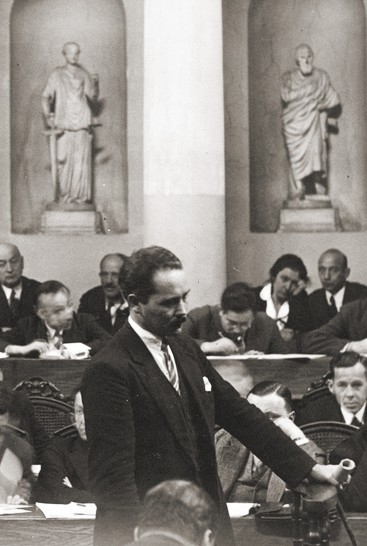
Zygmunt Zaremba jako świadek na procesie brzeskim

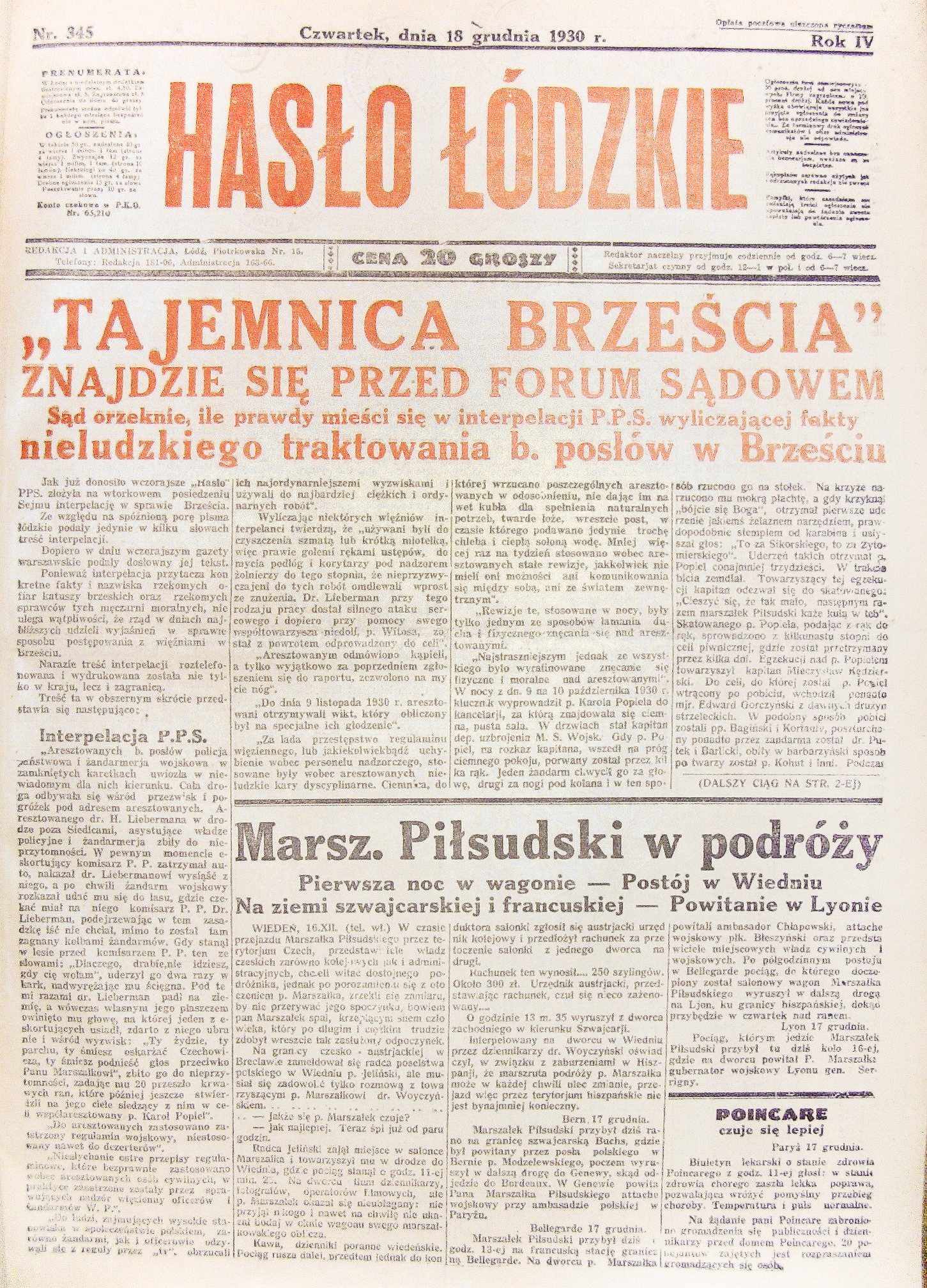
Strona tytułowa „Hasła Łódzkiego” z 18 grudnia 1930 r.

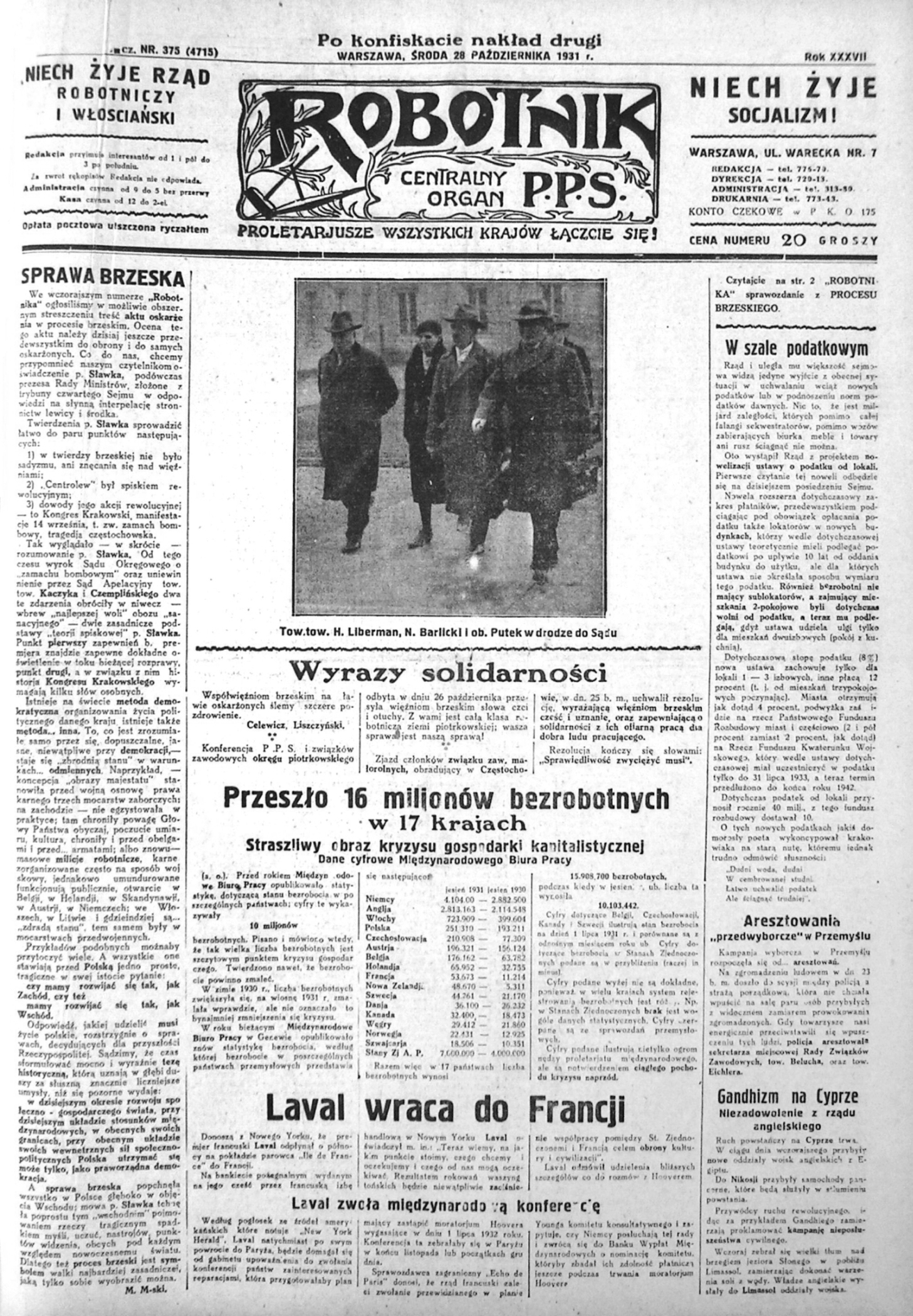
Strona tytułowa „Robotnika” z 28 października 1931 r.

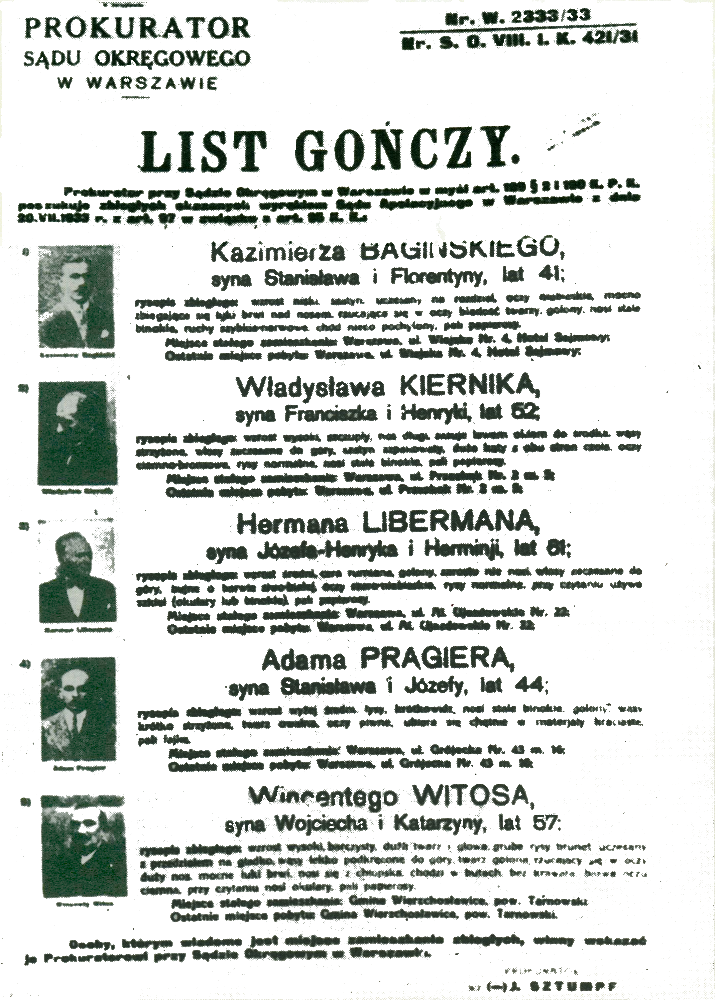
List gończy z czasów II Rzeczypospolitej

## Okoliczności aresztowania
Narastająca sytuacja konfrontacji pomiędzy sanacją a ugrupowaniami opozycyjnymi doprowadziła do aresztowania kilkunastu byłych posłów, którym po rozwiązaniu Sejmu w dniu 30 sierpnia 1930 r. wygasł immunitet poselski.
Akcję przeprowadzono na wyraźne polecenie Józefa Piłsudskiego, który osobiście wprowadził ostatnie poprawki na liście osób do zatrzymania. Zestawienie to, jak również pisemny rozkaz aresztowania sporządził i podpisał ówczesny minister spraw wewnętrznych gen. Felicjan Sławoj Składkowski (wbrew art. 164 KPK, który wymagał nakazu sądu).
Aresztowań dokonano nocą z 9 na 10 września 1930 r., w wielu przypadkach w sposób brutalny.
Pierwszy oficjalny komunikat Polskiej Agencji Telegraficznej jako powody aresztowania „szeregu posłów”, których nie wymienił z nazwiska, podał przestępstwa kryminalne takie jak: kradzieże, oszustwa i przywłaszczenia. Wśród zarzutów politycznych wymieniono m.in.: strzały do policji, nawoływanie do gwałtu i nieposłuszeństwa władzom, wystąpienia antypaństwowe. Sprawę od samego początku żywo komentowała prasa opozycyjna (m.in.: „Robotnik”).

## Pobyt w areszcie
Aresztowanych osadzono w Brześciu nad Bugiem, w specjalnie przygotowanym więzieniu wojskowym w twierdzy brzeskiej, którego komendantem został płk Wacław Kostek-Biernacki. Wobec więźniów zastosowano ścisłe przepisy wojskowego regulaminu więziennego. Osadzonych traktowano brutalnie. Pozorowano egzekucje, bito i szykanowano. Nie pozwolono na żaden kontakt z obrońcami i członkami rodzin.
Sprawę aresztowanych przekazano do Sądu Okręgowego w Warszawie, w ręce prokuratora Czesława Michałowskiego. Prowadzeniem dochodzenia zajął się sędzia śledczy Jan Demant.

## Proces
Sprawę poprowadził, pod przewodnictwem Klemensa Hermanowskiego, zespół sędziowski w składzie: Jan Rykaczewski i Stanisław Leszczyński. Józef Łaszkiewicz pełnił funkcję sędziego zapasowego na wypadek nagłej konieczności uzupełnienia składu sędziowskiego. Oskarżycielami zostali prokuratorzy Witold Grabowski i Robert Rauze.
Prokurator zarzucał oskarżonym, że w okresie od roku 1928 do 9 września 1930 r. „po wzajemnem porozumiewaniu się i działając świadomie, wspólnie przygotowywali zamach, którego celem było usunięcie przemocą członków sprawującego w Polsce władzę rządu i zastąpieniu ich przez inne osoby, wszakże bez zmiany zasadniczego ustroju państwowego”. Zamierzonego zamachu jednak nie dokonali z powodu udaremnienia ich akcji przez władzę.
Przestępstwa te przewidziane były w art. 51 i 101 cz. I w związku z art. 100 cz. III Kodeksu karnego z 1903. Sąd uznał swoją właściwość na zasadzie art. 18 i 24 Kodeksu postępowania karnego.
Zarzuty te sąd uznał za nieudowodnione, wyrok zapadł na podstawie art. 102 cz. I w zw. z art. 100 cz. III KK z 1903 r.
| Lp. | Oskarżony          | Partia           | Obrońcy                                                                | Wyrok        |
| --- | ------------------ | ---------------- | ---------------------------------------------------------------------- | ------------ |
| 1.  | Herman Lieberman   | PPS              | Eugeniusz Śmiarowski, Ludwik Honigwill, Leopold Potok                  | 2,5 roku     |
| 2.  | Norbert Barlicki   | PPS              | Leon Berenson, Zygmunt Nagórski                                        | 2,5 roku     |
| 3.  | Stanisław Dubois   | PPS              | Stanisław Benkiel, Kazimierz Sterling                                  | 3 lata       |
| 4.  | Mieczysław Mastek  | PPS              | Mieczysław Rudziński, Wacław Barcikowski                               | 3 lata       |
| 5.  | Adam Pragier       | PPS              | Leon Berenson, Jan Nowodworski                                         | 3 lata       |
| 6.  | Adam Ciołkosz      | PPS              | Jan Dąbrowski, Antoni Landau                                           | 3 lata       |
| 7.  | Wincenty Witos     | PSL „Piast”      | Stanisław Szurlej                                                      | 1,5 roku     |
| 8.  | Władysław Kiernik  | PSL „Piast”      | Stefan Urbanowicz                                                      | 2,5 roku     |
| 9.  | Kazimierz Bagiński | PSL „Wyzwolenie” | Eugeniusz Śmiarowski, Zygmunt Graliński                                | 2 lata       |
| 10. | Józef Putek        | PSL „Wyzwolenie” | Wacław Szumański, Mieczysław Jarosz (od 02.11.1931), Zygmunt Graliński | 3 lata       |
| 11. | Adolf Sawicki      | SCh              | Kazimierz Ujazdowski, Tomasz Czernicki                                 | uniewinniony |

Wyroki ogłoszono 13 stycznia 1932 r.
Dodatkowo wobec Wincentego Witosa i Kazimierza Bagińskiego zarządzono kary grzywny w wysokości 80 zł, zaś wobec pozostałych skazanych w wysokości 160 zł. Wszystkich obciążono kosztami sądowymi. Na poczet kary pozbawienia wolności zaliczono oskarżonym okres aresztu od 11 września 1930 r.
Sędzia Stanisław Leszczyński złożył od sentencji wyroku votum separatum, opowiadając się za uniewinnieniem wszystkich oskarżonych.
W dniach 7–11 lutego 1933 r. przed Sądem Apelacyjnym w Warszawie odbyła się pod przewodnictwem sędziego Bronisława Gacka rozprawa apelacyjna, która zakończyła się zatwierdzeniem wyroku pierwszej instancji. 9 maja 1933 r. Sąd Najwyższy skasował ten wyrok i skierował sprawę do ponownego rozpatrzenia. W dniach 11–20 lipca 1933 r. odbyła się druga rozprawa przed Sądem Apelacyjnym, który uznał pierwszy wyrok za uzasadniony, zmieniając jedynie wymierzoną karę z ciężkiego więzienia na więzienie oraz podstawę wyroku na art. 97 w związku z 95 obowiązującego już wówczas Kodeksu Karnego z 1932 r. na podstawie jego art. 2 § 1 (Jeżeli w czasie wyrokowania obowiązuje ustawa inna, niż w czasie popełnienia przestępstwa, wówczas stosuje się ustawę nową; jednakże należy zastosować ustawę dawną, jeżeli jest względniejsza dla sprawcy). Wyrok ostatecznie zatwierdził Sąd Najwyższy, który w dniach 2–5 października 1933 r. ponownie rozpatrywał kasację obrońców.

## Po procesie
Norbert Barlicki, Adam Ciołkosz, Stanisław Dubois, Mieczysław Mastek i Józef Putek podporządkowali się orzeczeniu sądu i zgłosili się do odbycia kary. Pozostali – Wincenty Witos, Adam Pragier, Władysław Kiernik, Kazimierz Bagiński i Herman Lieberman udali się na emigrację.
Skazani odbywający karę zostali przedterminowo uwolnieni. Adam Pragier powrócił do Polski i poddał się zasądzonej karze, którą odbył w latach 1935–1936. Wincenty Witos, Kazimierz Bagiński i Władysław Kiernik powrócili z Czechosłowacji do Polski po 15 marca 1939 – utworzeniu Protektoratu Czech i Moraw przez III Rzeszę i zajęciu przez Wehrmacht Pragi. Na mocy dekretu Prezydenta Rzeczypospolitej Polskiej Władysława Raczkiewicza z dnia 31 października 1939 r. wszystkich skazanych w procesach brzeskich objęła amnestia.

## Rehabilitacja skazanych
Kwestia rehabilitacji skazanych była przedmiotem wielu interpelacji poselskich V i VI kadencji Sejmu RP.
Po raz pierwszy 8 grudnia 2005 r. – poseł Stanisław Żelichowski wraz z grupą posłów Polskiego Stronnictwa Ludowego złożył interpelację do ministra sprawiedliwości w sprawie kasacji wyroku w stosunku do skazanych w procesie brzeskim. W odpowiedzi z dnia 29 grudnia 2005 r. zastępca prokuratora generalnego Irena Okrągła stwierdziła możliwość takiej procedury, jednak uzależniła to działanie od odnalezienia akt głównych tej sprawy. Ci sami posłowie 30 grudnia 2005 r. złożyli ponownie interpelację, wyrażając zadowolenie ze stanowiska ministra, sugerując jednocześnie wykorzystanie opublikowanych dokumentów.
W odpowiedzi na tę interpelację zastępca prokuratora generalnego Irena Okrągła w dniu 9 marca 2006 r. poinformowała o zwróceniu się do Archiwum Akt Nowych o wypożyczenie zbioru dokumentów ze sprawy, które zostaną zbadane pod kątem istnienia podstaw prawnych do wniesienia kasacji na korzyść skazanych.
W Sejmie VI kadencji interpelację do ministra sprawiedliwości w sprawie wszczęcia procedury rehabilitacyjnej złożył 26 września 2008 r. poseł Tadeusz Iwiński z SLD.
12 grudnia 2007 r. również posłowie Klubu PSL złożyli po raz kolejny interpelację w sprawie potrzeby wniesienia kasacji na korzyść skazanych w procesie, tym razem do Prezesa Rady Ministrów.
Zarówno w jednym, jak i w drugim przypadku odpowiedzi udzielił zastępca prokuratora generalnego Andrzej Pogorzelski, który odnosząc się do interpelacji posła Iwińskiego, stwierdził:
„Dokonując w Biurze Postępowania Sądowego Prokuratury Krajowej oceny zachowanych materiałów procesu brzeskiego w aspekcie istnienia podstaw z art. 523 § 1 K.p.k. do wniesienia skargi kasacyjnej, skonstatowano, że nie są one wystarczające do dokonania miarodajnych ocen w zakresie prawidłowości sposobu procedowania sądów obu instancji oraz merytorycznej słuszności skazania oskarżonych. Brak akt zawierających materiał dowodowy sprawy uniemożliwia bowiem stwierdzenie, czy wyrok skazujący oskarżonych rzeczywiście znajdował oparcie w dowodach świadczących o popełnieniu przez nich przypisanych im czynów. Z tych samych powodów nie można już dzisiaj stwierdzić, czy w trakcie rozpoznawania sprawy popełnione zostały ewentualne błędy proceduralne, które mogły mieć wpływ na treść wyroku.
Zauważyć przy tym należy, że we wniesionych apelacjach obrońcy oskarżonych nie kwestionowali ustaleń faktycznych poczynionych przez sąd I instancji, co wskazuje, iż ustalenia te były prawidłowe i zgodne z zebranymi w sprawie i ujawnionymi na rozprawie dowodami.
Przy braku możliwości zakwestionowania prawidłowości poczynionych przez sąd orzekający ustaleń faktycznych nie można postawić skutecznego zarzutu kasacyjnego, że sąd ten, a w ślad za nim sąd odwoławczy, bezzasadnie uznali, że działanie oskarżonych wyczerpywało znamiona przestępstw określonych w art. 100 cz. III K.k. i art. 102 K.k. z 1903 r., gdyż na gruncie tych ustaleń z formalnego punktu widzenia zachowanie oskarżonych realizowało znamiona tych czynów zabronionych.
Ponieważ w apelacjach podniesiony został zarzut obrazy prawa materialnego, tj. art. 102 cz. I w zw. z art. 100 cz. III K.k. z 1903 r., poprzez błędne uznanie, iż czyny oskarżonych wyczerpywały znamiona tego przestępstwa, przeprowadzono analizę treści uzasadnienia wyroku Sądu Apelacyjnego w Warszawie pod kątem możliwości wniesienia kasacji w oparciu o zarzut obrazy przez sąd II instancji przepisów Kodeksu postępowania karnego z 1928 r., polegającej na nienależytym rozważeniu przez sąd odwoławczy tego zarzutu, mimo iż był on słuszny. Po zanalizowaniu treści wyroku Sądu Apelacyjnego stwierdzono jednak, że sąd ten wnikliwie rozważył podniesiony w apelacjach obrońców oskarżonych zarzut obrazy prawa materialnego i przedstawił przekonującą argumentację, dla której uznał go za niezasadny.
Na gruncie zachowanych materiałów z procesu brzeskiego nie można zatem wykazać, że skazanie oskarżonych nastąpiło z rażącym naruszeniem prawa, o którym mowa w art. 523 § 1 K.p.k.
Stosunkowo wąsko określone w art. 523 § 1 K.p.k. podstawy prawne wniesienia skargi kasacyjnej powodują, że podnoszone przez pana posła Tadeusza Iwińskiego okoliczności, iż bezzasadne aresztowanie i polityczne powody skazania działaczy opozycji w procesie brzeskim są powszechnie znane i udowodnione, nie mogą stanowić zarzutu kasacyjnego”
Jednak ten sam prokurator w odpowiedzi na interpelację posłów PSL udzielonej w dniu 9 stycznia 2008 r. stwierdził:
„Z uwagi jednak na to, że w aktualnej interpelacji posłowie zakwestionowali zasadność tego stanowiska [braku podstaw do kasacji – przyp.] oraz uwzględniając wyjątkowy charakter sprawy, podjęto decyzję o potrzebie ponownego, wnikliwego zbadania w Biurze Postępowania Sądowego Prokuratury Krajowej zachowanych dokumentów z procesu brzeskiego pod kątem ewentualnego istnienia przesłanek kasacyjnych z art. 523 § 1 kpk.
O wynikach badania oraz zajętym stanowisku w przedmiocie wniesienia kasacji zainteresowani posłowie zostaną powiadomieni odrębnym pismem”
25 maja 2023 r. skład orzekający Izby Karnej Sądu Najwyższego rozpoznał kasację wniesioną w 2020 roku przez Rzecznika Praw Obywatelskich Adama Bodnara i uchylił wyroki sądów obu instancji zapadłe w latach 1932–1933. W rezultacie po 91 latach wszyscy politycy oskarżeni i skazani w procesie brzeskim zostali uniewinnieni. Przedstawiając uzasadnienie wyroku, przewodniczący składu orzekającego sędzia SN Michał Laskowski stwierdził:
„Można byłoby tutaj podejść do sprawy formalistycznie: stwierdzić niedopuszczalność kasacji, umorzyć postępowanie i można to uzasadnić jurydycznie. Ale takie rozwiązanie nie byłoby sprawiedliwe. Któż jak nie SN miałby wydać orzeczenie sprawiedliwe i zrealizować w ten sposób podstawową zasadę demokratycznego państwa prawnego. Śledztwo i proces w rozpoznawanej sprawie stanowiły przykład instrumentalnego wykorzystania prawa i sądów do prześladowania przeciwników politycznych. Jednocześnie do wywarcia efektu zastraszenia wobec polityków opozycji, ale i wyborców. Jest to nadużycie prawa który jest niemożliwy do zaakceptowania nie tylko dziś, ale i w świetle obowiązujących w 1930 roku przepisów i standardów. Należało więc te wyroki wyeliminować z obrotu prawnego. Dzisiejsze orzeczenie stanowi też pewne zadośćuczynienie dla skazanych. Ta sprawa powinna stanowić lekcję na temat roli prawa i sądów w państwie. I to lekcję nie tylko dla sędziów, ale także dla przedstawicieli władzy wykonawczej, ustawodawczej, dla nas wszystkich. Sprawa ta powinna stanowić przestrogę przed pokusą zwalczania przeciwników politycznych za pomocą instrumentów państwa i prawa. Podejmowaniu działań wbrew prawu i konstytucji dla poszerzania zakresu władzy. Poza sprawiedliwością i zadośćuczynieniem, choćby symbolicznym, skazanym w procesie, w tym właśnie wyraża się aktualność problematyki, której dotyczy dzisiejsza rozprawa. Dlatego orzeczono jak w sentencji”